# Biotecnología en la industria farmacéutica
La biotecnología en la industria farmacéutica es un área en la que se utilizan algunos de las técnicas más avanzadas de biotecnología tal como el ADN recombinante.

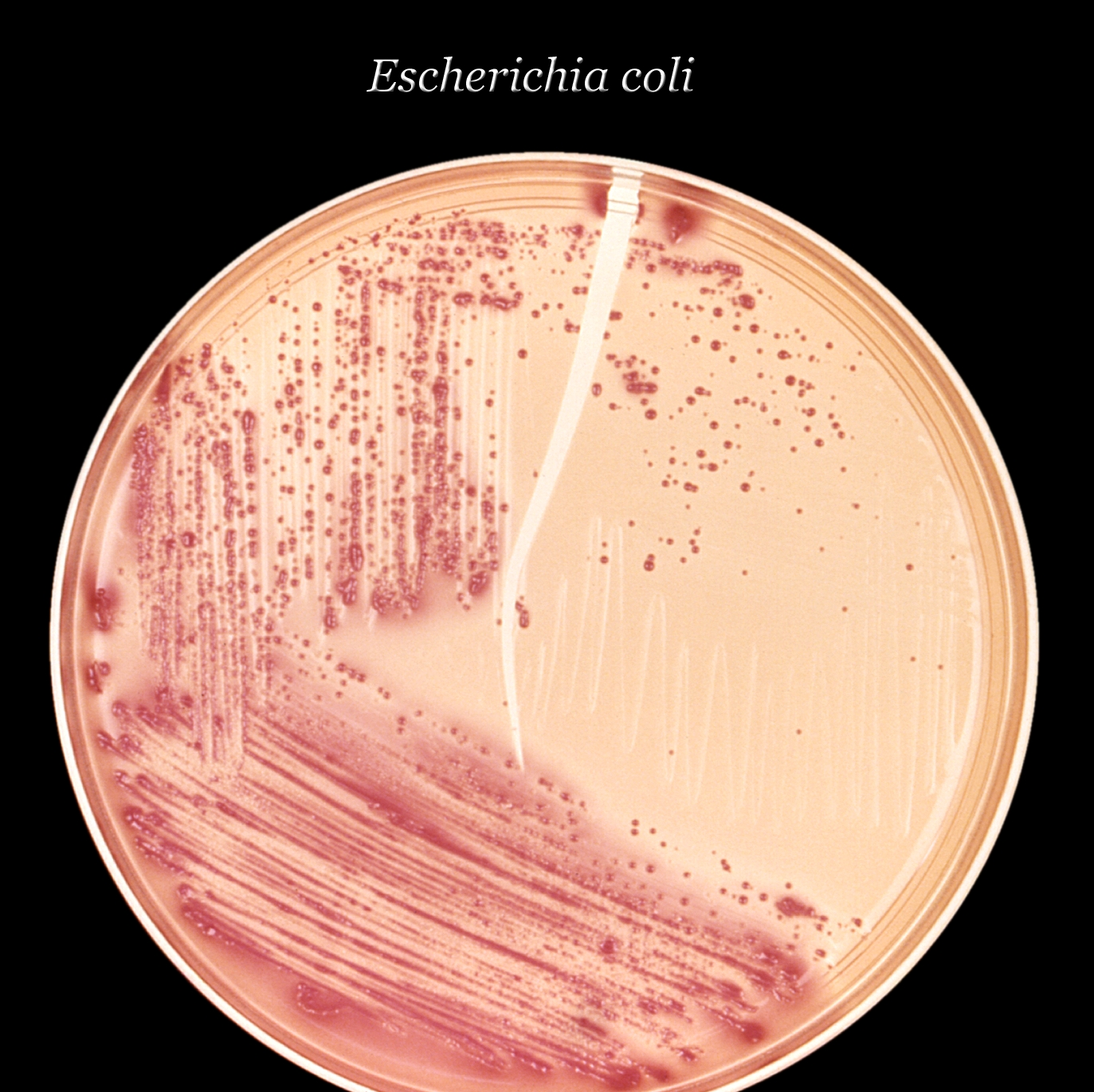
Bacteria Escherichia coli bacteria, que es muy utilizada para la elaboración de productos farmacéuticos.

## Insulina en los humanos

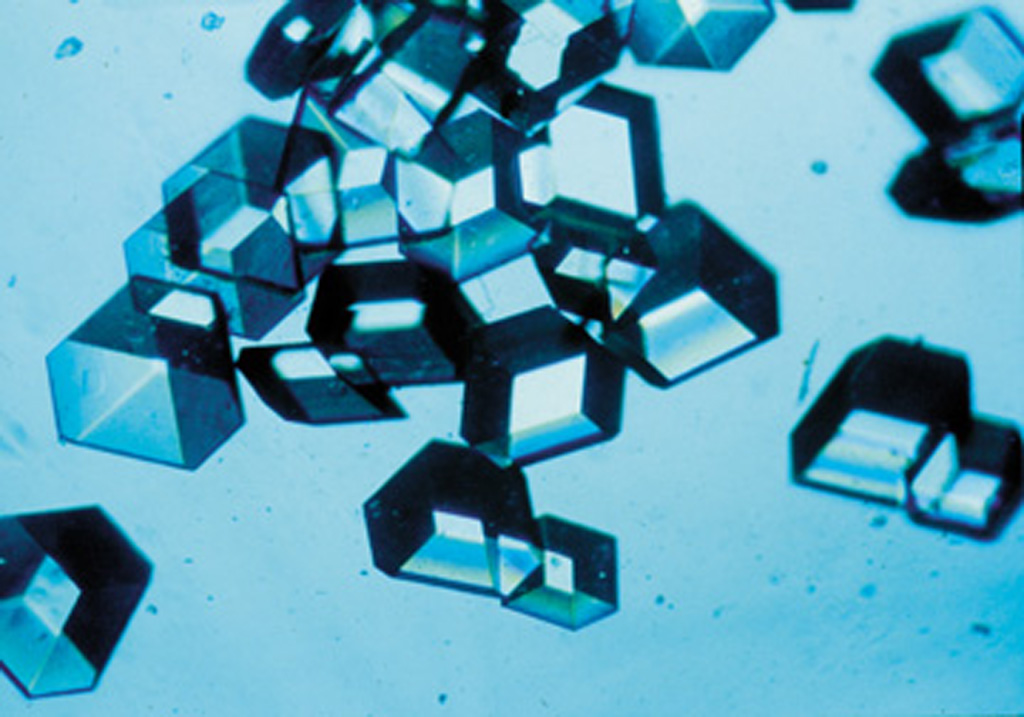
Cristales de Insulina

Entre los usos de la biotecnología en la industria farmacéutica está el uso de la tecnología de ADN recombinantes para modificar la bacteria Escherichia coli para la producción de insulina, que fue elaborada por Genentech en 1978.  Tiempo antes del desarrollo de esta técnica, la insulina era extraída de las glándulas pancreáticas de animales como ganado vacuno, cerdos, y otros animales domésticos de granja. Esta técnica era bastante eficaz para el tratamiento de la diabetes, la insulina de origen animal no es la misma que la insulina humana, y por lo mismo esta insulina puede causar reacciones alérgicas. Investigadores de la empresa Genentech desarrollaron genes artificiales para cada una de las cadenas proteínicas que codifican la molécula de la insulina. Estos genes artificiales se “insertaron” en plásmidos dentro del conjunto de genes que son activados por medio de la lactosa. Estos plásmidos recombinantes se insertaron en bacterias de Escherichia coli, las cuales fueron inducidas para la producción de 100,000 moléculas de la cadena A o de la cadena B que producen insulina. Estas dos cadenas combinadas producen moléculas de insulina humana.

## Hormona (humana) de crecimiento

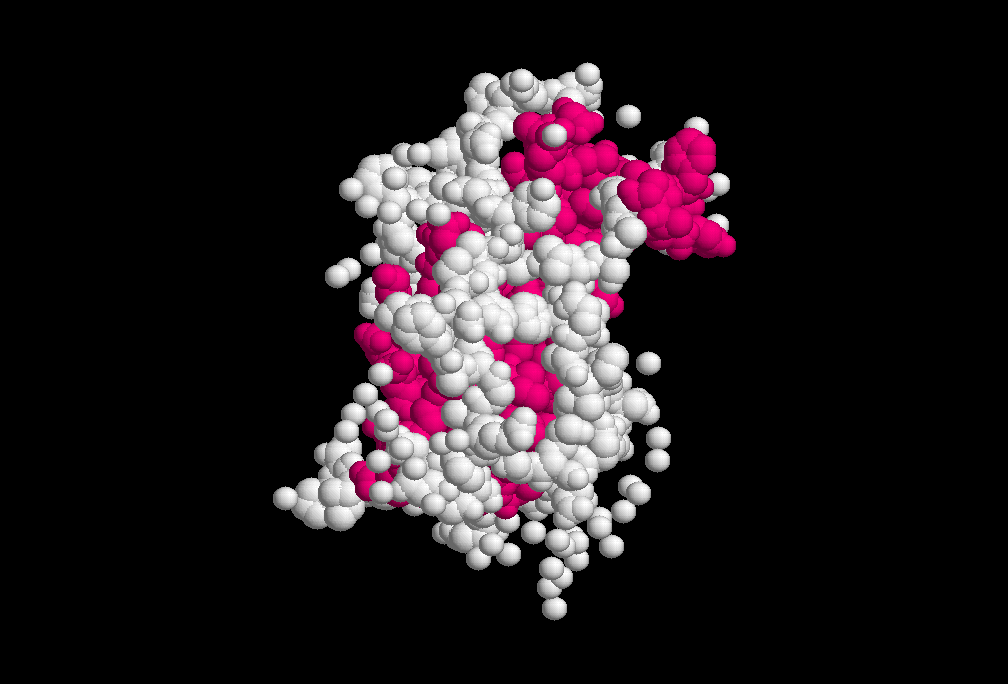
Hormona del crecimiento

Antes de utilizar la técnica de ADN recombinante para modificar bacterias y producir la hormona de crecimiento, esta hormona se producía a partir de la extracción de las glándulas pituitarias de cadáveres, esto debido a que las hormonas de crecimiento de origen animal no poseen un valor terapéutico de ayuda en humanos. La producción de hormona de crecimiento para un solo año requirió cerca de 50 glándulas pituitarias, lo cual dio lugar a una escasez de la hormona. En 1979, investigadores de Genentech produjeron una hormona humana de crecimiento mediante la inserción de ADN codificante para la hormona en un plásmido, que posteriormente fue implantado a la bacteria de Escherichia coli. El gen insertado en el plásmido fue creado por transcripción inversa del RNA mensajero que se encuentra en las glándulas pituitarias al ADN complementario.En el procedimiento se usó HaeIII, la cual es un tipo de enzima de restricción que actúa en la región 3, que es una región no codificante y en el codón número 23 del ADN complementario para la hormona humana del crecimiento que es necesaria para producir  un fragmento de 551 pares de bases que incluyen las secuencias codificantes de los aminoácidos 24-191 de HGH. Posteriormente se produjo un fragmento adaptador de ADN sintetizado químicamente que contenía un codón de iniciación ATG… éste fue producido mediante los codones del primer al vigesimotercero aminoácido de la hormona humana de crecimiento. Los dos fragmentos de ADN fueron combinados para crear un gen híbrido natural sintético.
El uso de técnicas sintéticas para la producción de ADN en la creación de un gen que codifique para la hormona de crecimiento en Escherichia coli han sido extremadamente laboriosas, esto debido a la complejidad de la secuencia de aminoácidos que conforma a la hormona. Sin embargo, si el ADN complementario transcribe inversamente a partir del RNA mensajero para la hormona de crecimiento, se inserta directamente en el plásmido que se incorporará en la Escherichia coli, el resultado será que las bacterias traducirán regiones del gen que no se traducen en los seres humanos, produciendo una hormona que contiene 26 aminoácidos más que en una cadena normal, es lo que dificultaría su eliminación del cuerpo.

## Factor de coagulación humano
Con anterioridad al desarrollo y aprobación por parte de la FDA (Federal Drug Administration, por sus siglas en inglés) para la producción de factores que utilizan las principales tecnologías de ADN recombinante; se produjeron otro tipo de factores de coagulación sanguínea a partir de la donación de sangre, y ésta representaba un riesgo ya que no era debidamente examinada acerca del VIH.  Por lo tanto, la infección por VIH representó un peligro inminente para los pacientes que tenían hemofilia que recibían factores de coagulación sanguínea: 
Los reportes en su mayoría indicaban que del 60 al 80% de los pacientes con hemofilia que estuvieron expuestos al factor VIII entre los años de 1979 a 1984 son seropositivos al VIH, esto comprobado mediante la técnica de western blot. En mayo de 1988, más de 659 pacientes con hemofilia tenían SIDA,

El primer factor de coagulación humano que fue producido en gran cantidad usando la tecnología del ADN recombinante fue el factor IX, este se produjo usando células de ovario de hámster chino de origen transgénico en 1986.  En esta época no se contaba con el mapa del genoma humano, así que los investigadores obtuvieron una secuencia conocida de ARN para el factor IX mediante el examen de los aminoácidos contenidos en el factor IX.
La microsecuenciación altamente purificada del Factor IX, produjo suficientes secuencias de aminoácidos para construir sondas de oligonucleótidos
La secuencia de ARN del Factor IX fue usada para buscar el gen que codifica para el Factor IX en una biblioteca de ADN encontrada en el hígado humano, desde que se sabía que los factores de coagulación sanguínea son producidos por el hígado humano:
Un solo oligonucléotido que es homólogo al ARN mensajero del Factor IX fue sintetizado y debidamente marcado, como resultante se obtuvo una sonda utilizada para seleccionar de una biblioteca de ADN complementario de doble hebra hallada en el hígado humano; a partir de esto se obtuvieron secuencias completas de ADN de doble hebra. El ADN complementario (relevante) contiene toda la secuencia codificante con un grupo COOH- terminal en el undécimo codón y toda la secuencia 3' no traducida.
Esta secuencia de ADN complementario fue usada para hallar las secuencias restantes de ADN que forman el gen del Factor IX esto mediante la búsqueda del ADN en el cromosoma X:
Se realizó una biblioteca genómica de un cromosoma humano XXXX y fue tamizado con una sonda de ADN complementario. Con esto se aislaron fagos híbridos recombinantes, placas urificadas, y el ADN completamente aislado. El mapeo de restricción al análisis mediante Southern blot, y la secuenciación de ADN que permitieron la identificación de 5 insertos que contienen fagos recombinantes, que cuando se superponen en secuencias comunes, codifican las 35 kb (kilobases) que forman el gen del Factor IX.
Los plásmidos que contiene el gen del Factor IX, junto con los plásmidos que con genes que codifican la resistencia al metotrexano, fueron insertados en células de ovario de hámster mediante transfección. La transfección involucra la inserción del ADN en una célula eucariota. A diferencia de un proceso de transformación bacteriana, el ADN de la transfección no necesariamente está integrado al genoma de la célula, esto quiere decir que esta transfección no pasa a la descendencia mediante la división celular. Por lo tanto, para obtener una transfección estable, un gen que confiere una característica de ventaja de supervivencia también debe de ser transfectada, provocando que algunas células que integraron el ADN transfectado a su genoma sobrevivan e incrementen su población, aquellas células que no integraron el ADN serán eliminadas.
En el caso de este estudio, el crecimiento en concentraciones crecientes de metotrexano promueve la supervivencia de células transfectadas de forma estable y disminuye la supervivencia de las otras células.

Las células de ovario de hámster chino que fueron transfectadas establemente producen cantidades significativas del Factor IX, estos mostraron tener propiedades substanciales de coagulación, aunque de un grado menor al del Factor IX producido por la sangre humana:
La actividad específica del Factor IX recombinante se sometió a pruebas de efectividad en la actividad coagulante; la actividad específica del Factor IX fue de 75 unidades por miligramo, en comparación de 150 unidades por miligramo que es la medida del Factor IX derivado del plasma.
En 1992, la FDA aprobó el Factor VIII que era producido mediante el uso de células de ovario de hámster chino de origen transgénico; esto fue un logro ya que el primer factor de coagulación sanguínea producido mediante tecnología de ADN recombinante fue aprobado.

## Animales de granja de origen transgénico

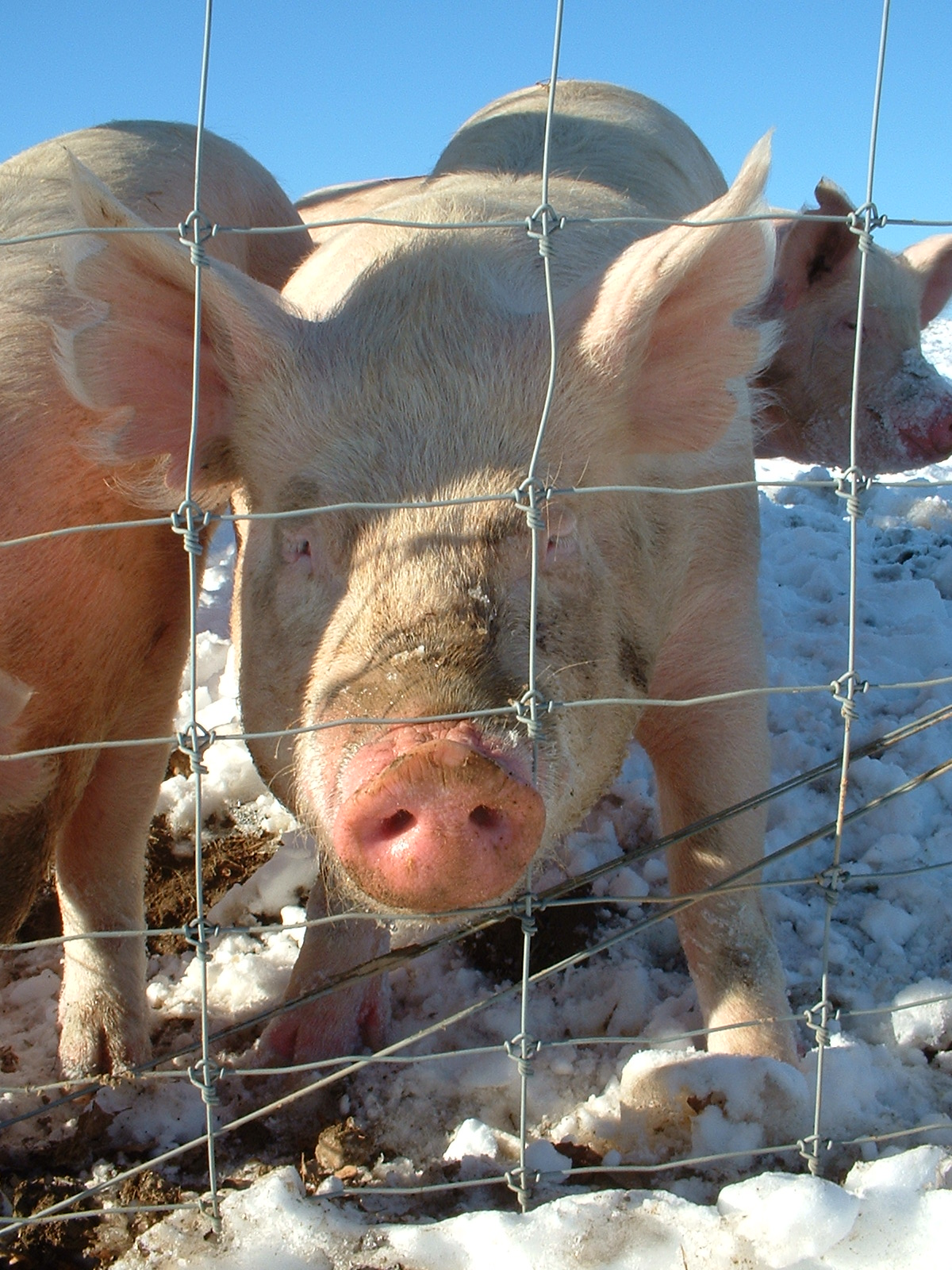
Un cerdo, las líneas de animales transgénicos pueden ser utilizadas para producir sustitutos de la sangre humana.

Las técnicas de ADN recombinante también se usan para la creación de animales de granja transgénicos que pueden producir productos farmacéuticos que pueden ser usados en humanos. En primera instancia se crean cerdos para la producción de hemoglobina humana, cuando antes no se podía hacer una transfusión directa de ésta a humanos, ahora la hemoglobina se refina y se emplea para fabricar un sustituto de sangre humana. 

## Paclitaxel (Taxol)
Bristol-Myers Squibb fabrica paclitaxel utilizando Penicillium raistrickii y fermentación de células de plantas (PCF).

## Artemisinin
La levadura transgénica se utiliza para producir artemisinina, así como una serie de análogos de insulina.